# Medina de Pomar
Medina de Pomar è un comune spagnolo di 5 847 abitanti situato nella comunità autonoma di Castiglia e León.

## Località
Il comune comprende le seguenti località:
- Medina de Pomar (capoluogo)
- Angosto
- Bóveda de la Ribera
- Bustillo de Medina
- Criales
- El Vado
- Gobantes
- La Cerca
- La Riba
- Miñón
- Momediano
- Moneo
- Návagos
- Oteo
- Paresotas
- Perex
- Pomar
- Quintanamacé
- Recuenco
- Rosales
- Rosío
- Salinas de Rosío
- Santurde
- Torres
- Villacomparada
- Villamezán
- Villamor
- Villarán
- Villate
- Villatomil